# Producció (economia)
Producció, en economia, és la creació i processament de béns i mercaderies, inclosa la seva concepció, el seu processament en les diverses etapes i el finançament que ofereixen els bancs. Es considera un dels principals processos econòmics, el mitjà a través del qual el treball humà crea riquesa. Pel que fa als problemes que comporta la producció, tant els productors privats com el sector públic han de tenir en compte diverses lleis econòmiques, dades sobre els preus i recursos disponibles. Els materials o recursos utilitzats en el procés de producció es denominen factors de producció.
El llindar de producció és la producció mínima d'un element que fa que resulti més barat produir-lo que comprar-lo. A l'hora de fabricar un producte, les empreses han de valorar si de la seva producció n'obtindran beneficis. Cal saber si serà més convenient produir components necessaris com a primeres matèries o comprar-lo a un proveïdor.
La fórmula per a determinar el valor del llindar de producció és la següent:
{\displaystyle Q={\frac {CF}{p-CV}}},
on:
- Q és el nivell de necessitat del producte,
- CF són els costos fixos,
- p és el preu de compra, i
- CV són els costos variables

El cost total de compra és: {\displaystyle p\cdot Q}, i el cost total variable és {\displaystyle CF+CV+Q\,}.